# Perdona bonita, pero Lucas me quería a mí
Perdona bonita, pero Lucas me quería a mí je španělský hraný film z roku 1997, který režírovali Dunia Ayaso a Félix Sabroso Cruz podle vlastního scénáře.

## Děj
Gayové Dani, Carlos a Toni jsou kamarádi, kteří sdílejí jeden byt v Madridu. Protože potřebují peníze na nájem, pronajmou volný pokoj Lucasovi. Přítomnost pohledného Lucase však rozvrátí jejich dosavadní klidné životy. Po třech měsících, když se vrátí v noci z diskotéky, naleznou Lucase mrtvého v tratolišti krve a pobodaného noži, které Toni koupil krátce před tím v teleshoppingu. Jejich posluhovačka Juliana je najde společně s mrtvolou. Bojí se zavolat policii, aby nebyli obviněni z vraždy. Přemluví proto Julianu, aby se vydávala za scenáristku, která píše kriminální seriál a zvolala na policii, aby zjistila, jaké mají svědci v takovém případě šance. Komisařka Clara jí ale neuvěří a okamžitě se svou kolegyní Maricarmen přijíždí do bytu. Zde zjistí, že je to její snoubenec Lucas, který zmizel před třemi měsíci. Při výslechu přítomných zjistí, že Lucas měl poměr s Danim. Carlos žárlil a na figurku Lucase uplatňoval vúdú. Ale Lucas si také zahrával s Tonim a dcerou Juliany. Všichni tedy měli motiv. Ale motiv k vraždě měla také Clara a Maricarmen.

## Obsazení
| Alonso Caparrós   | Lucas      |
| Jordi Mollà       | Toni       |
| Pepón Nieto       | Carlos     |
| Roberto Correcher | Dani       |
| Gracia Olayo      | Estrella   |
| Esperanza Roy     | Juliana    |
| Ferran Rañé       | Miguel     |
| Lucina Gil        | Clara      |
| María Pujalte     | Maricarmen |
| Concha Cortés     | Catherine  |
| Mariola Fuentes   | Tere       |